# Ugné Karvelis
Ugné Karvelis (Noreikiškės, Lituània, 13 de juny de 1935 – París, 4 de març de 2002) va ser una escriptora, crítica literària, traductora i diplomàtica lituana. El seu treball com a editora de l'editorial francesa Gallimard va ser fonamental per a la difusió a França de la literatura llatinoamericana i de l'Europa Oriental. Va ser companya sentimental de Julio Cortázar, la seva representant literària i divulgadora de la seva obra a Europa i Ambaixadora cultural de Lituània a la UNESCO.

## Biografia
Ugné Karvelis va néixer a Noreikiškės, prop de Kaunas, i els seus pares eren el polític Petras Karvelis (ministre de Relacions Exteriors de Lituània de 1925 a 1929) i l'activista cultural Veronika Bakštyte. La família Karvelis va emigrar a Alemanya el 1944.
El 1940 va ingressar al Sacré Coeur de Berlín, després al Kaunas Aušra Gymnasium (1943-1944) i a l'Escola Francesa de Tubinga (1945-1950). Va estudiar a La Sorbona (1951-1952) i després dret internacional al Departament de Relacions Internacionals de l'Institut de Ciències Polítiques de París, de 1952 a 1956. Va prosseguir els seus estudis a la Universitat de Colúmbia de Nova York, en els departaments d'Història i d'Economia (1957-1958).
El 1955 va començar a treballar per a la revista L'Express en el seu Departament de Relacions Internacionals. De 1959 a 1983 va ser editora d'Éditions Gallimard, on va començar com a directora del departament Internacional, i després va dirigir les delegacions a Amèrica Llatina, Espanya, Portugal i Europa Oriental. Gràcies a ella van ser publicats a França diversos autors de gran importància, com Julio Cortázar, Alejo Carpentier, Carlos Fuentes, Pablo Neruda, Octavio Paz, Mario Vargas Llosa, Milan Kundera i Vassilis Vassilikos. També va ser crítica literària de Figaro Littéraire, suplement literari de Le Figaro, i de Le Monde.
El 1988 Karvelis va visitar Lituània i el 1991 va ajudar al seu país a ingressar a la UNESCO. El 1993 va ser designada Ambaixadora Permanent de Lituània a la UNESCO.
Va ser traductora de lituà, anglès, espanyol i alemany. Va traduir l'obra de diversos autors lituans al francès: novel·les de Saulius Tomas Kondrotas, Ricardas Gavelis, Bité Vilimaité i Jurga Ivanauskaite; poemes clàssics de Kristijonas Donelaitis, Maironis, Balys Sruoga, Salomeja Neris, Vincas Mykolaitis-Putinas i Jonas Aistis; poemes d'autors moderns, com ara Marcelijus Martinaitis, Eduardas Mieželaitis, Justinas Marcinkevicius, Sigitas Geda, Antanas A. Jonynas, Gintaras Patackas i Almis Grybauskas, entre d'altres.
La relació que des de 1967 a 1978 va mantenir amb Julio Cortázar va ser decisiva en la politització del pensament, els escrits i les activitats públiques de l'escriptor. Va crear el Premio Iberoamericano de cuentos, que lliura anualment el Instituto Cubano del Libro, juntament amb la Casa de las Américas i la Unión de Escritores y Artistas de Cuba (UNEAC).

## Obres
- Demain, il n'i aura plus de trains, 1991, novel·la (Traukiniu daugiau nebus, 1997).